# Кресвел (Северна Каролина)
Кресвел (енгл. Creswell) град је у америчкој савезној држави Северна Каролина.

## Демографија
По попису из 2010. године број становника је 276, што је 2 (-0,7%) становника мање него 2000. године.
| Група             | 2000.       | 2010.       |
| Белци             | 139 (50,0%) | 116 (42,0%) |
| Афроамериканци    | 111 (39,9%) | 120 (43,5%) |
| Азијати           | 1 (0,4%)    | 0 (0,0%)    |
| Хиспаноамериканци | 19 (6,8%)   | 32 (11,6%)  |
| Укупно            | 278         | 276         |